# O planetă lipsă
„O planetă lipsă” (titlu original: „One of Our Planets is Missing”) este al 3-lea episod din primul sezon al serialului TV american științifico-fantastic Star Trek: Seria animată. A avut premiera la 22 septembrie 1973 pe canalul NBC.
Episodul a fost regizat de Hal Sutherland după un scenariu de Marc Daniels.

## Prezentare
Enterprise întâlnește o creatură sub forma unui nor uriaș care se hrănește cu energia planetelor din calea sa. Echipajul își dă seama că se îndreaptă spre planeta Mantilles, pe care se află o colonie a Federației, guvernată de fostul ofițer al Flotei Bob Wesley (care apare în episodul ST/TOS „Computer de ultimă generație”). 

## Rezumat
Ultima parte este o adaptare după scenariul scris de Marc Daniels, cel care a regizat multe episoade ale seriei originale.
Nava Enterprise este trimisă să verifice un nor cosmic ciudat care a intrat într-un sistem stelar în care se află planeta locuită Mantilles. Norul se dovedește a fi o entitate vie, care se hrănește cu materie, pe care o convertește în energie. Prima planetă care îi iese în cale, Alondra, este absorbită și dezintegrată și următoarea pe listă pare a fi Mantilles. În timp ce autoritățile de pe planeta locuită încearcă să evacueze cât mai multe persoane posibil, Enterprise intră în "corpul" entității, explorând modul ei de funcționare.
În cele din urmă, Spock reușește să ia legătura mental cu entitatea, arătându-i că este pe cale să distrugă alte forme de viață inteligente. Înțelegând că modul ei de hrănire afectează viața altor ființe inteligente, entitatea decide să părăsească Calea Lactee și să revină în galaxia din care plecase.